# Zonitis bilineata
Zonitis bilineata là một loài bọ cánh cứng trong họ Meloidae. Loài này được Say miêu tả khoa học năm 1817.